# Monumento a La Raza
O Monumento a la Raza (em português, Monumento à Raça) é um conjunto de uma pirâmide e uma série de estátuas, localizado ao norte da Cidade de México, na Avenida de los Insurgentes.
A estação do metrô La Raza tem como logotipo a silhueta deste monumento.
Este monumento adota a forma de pirâmide, sendo uma sobreposição de várias pirâmides truncas, três no caso, com 50 metros de altura, sobre cuja plataforma superior encontra-se um pedestal.
Em seus quatro lados tem placas de bronze com relevos na base, sob a escultura de uma águia no ato de devorar uma cobra sobre um cacto, esculpida por Jesús F. Contreras. Uma réplica desta escultura é encontrada na coluna êxedra na praça principal, ou Plaza de Armas, na cidade de Aguascalientes; cidade natal do escultor. A águia estava originalmente prevista para coroar a cúpula do congresso mexicano, mas com o irromper da Revolução Mexicana decidiu-se mudar sua localização, daí os leões que presidiram as escadarias estão agora à entrada do Bosque de Chapultepec, e a águia está na ponta deste monumento.
Abaixo da águia estão os relevos dos tlatoanis da Tríplice Aliança, além de um relevo de Cuauhtémoc. Existem réplicas dos quatros elementos, que estão no Jardim da Tríplice Aliança.
As encostas das três bases são ornamentadas com frisos horizontais que apresentam relevos inspirados nas serpentes emplumadas de Xochicalco.
Os quatro lados da pirâmide têm faces lisas inclinadas no eixo central, entre duas vigas.
Tem duas escadarias: a do sul leva à plataforma superior e a do norte à porta de entrada do prédio. Ambas as escadas apresentam, em seu início, grandes cabeças de serpente que se assemelham às de Teotihuacan. Do corpo inferior da base emergem dois grupos esculturais monumentais situados a leste ("Grupo da fundação do México") e a oeste ("Grupo defensa de Tenochtitlán").
O projeto arquitetônico pertence ao engenheiro Francisco Borbolla; a realização, assim como os dois grupos escultóricos correspondem ao arquiteto Luis Lelo de Larrea. O monumento foi concluído em 1940. Originalmente, a águia que adorna o topo da pirâmide deveria estar no topo da cúpula do que seria a sede da Câmara dos Deputados, conforme planejado por Porfirio Díaz,
mas com a Revolução Mexicana o projeto foi abandonado. Finalmente o edifício que seria a Câmara tornou-se o Monumento à Revolução, os leões que decorariam a escadaria foram levados para a entrada do Bosque de Chapultepec e a águia foi transferida para o Monumento a La Raza.

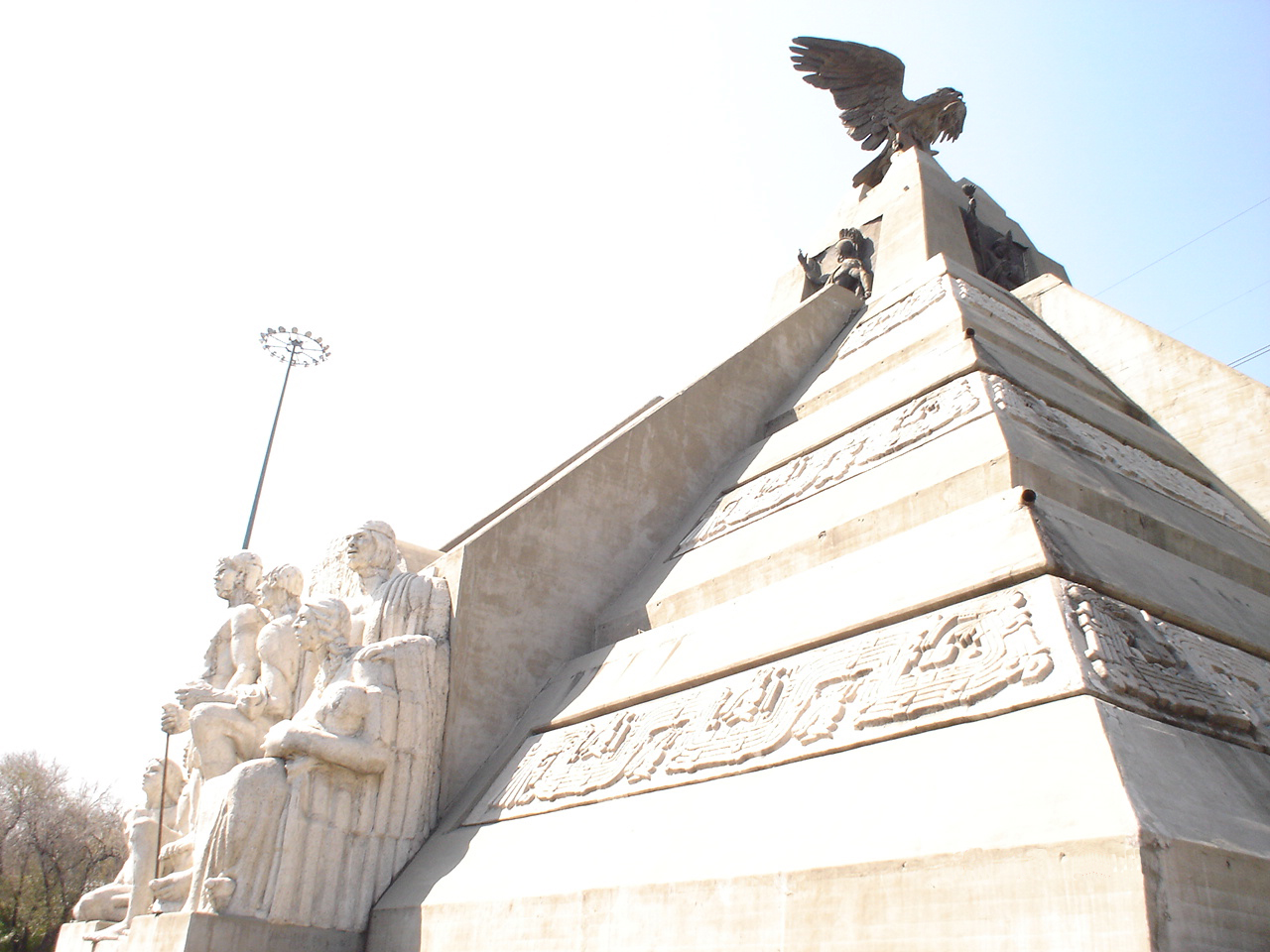
Vista lateral
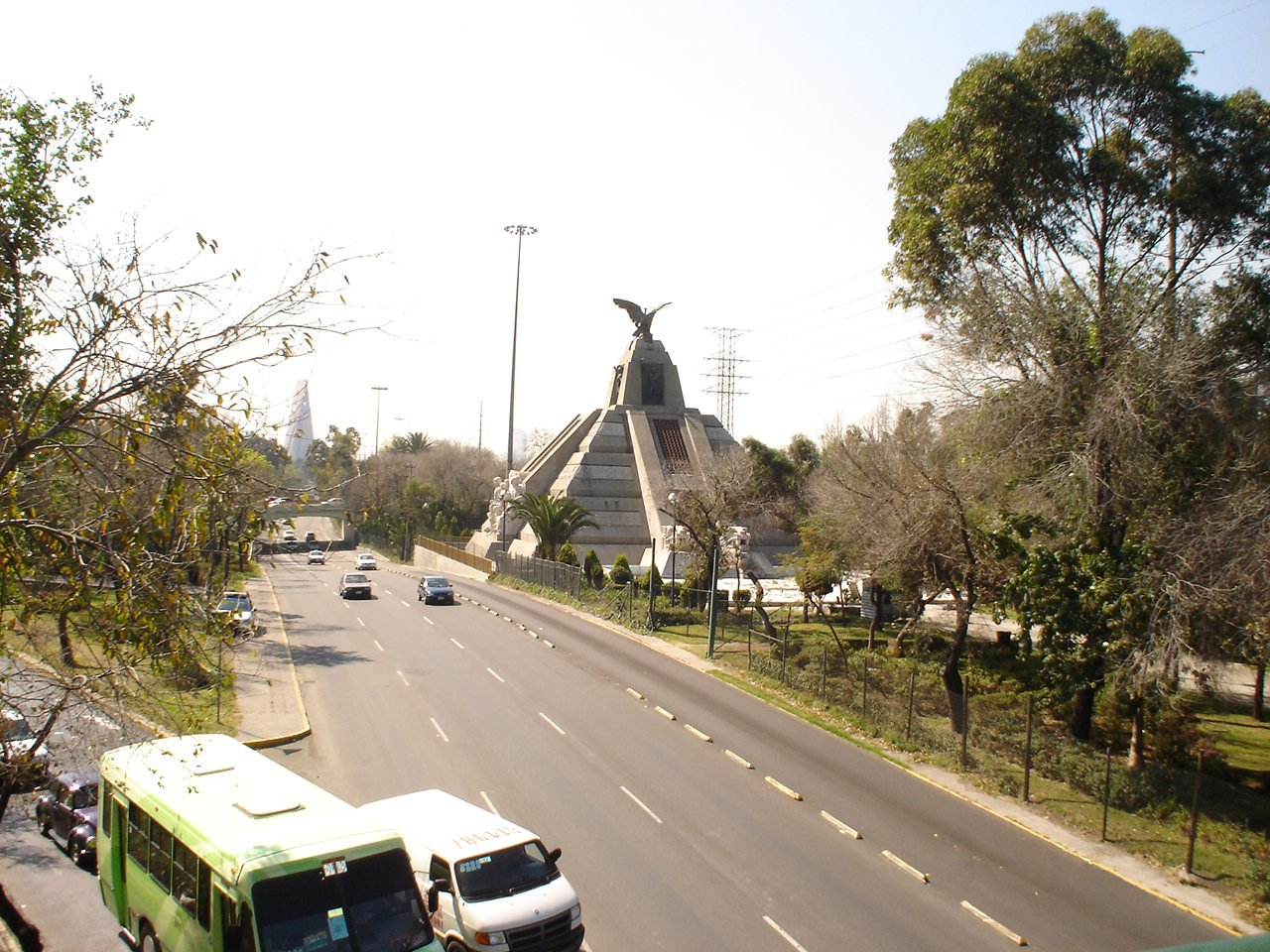
Vista da Avenida de los Insurgentes
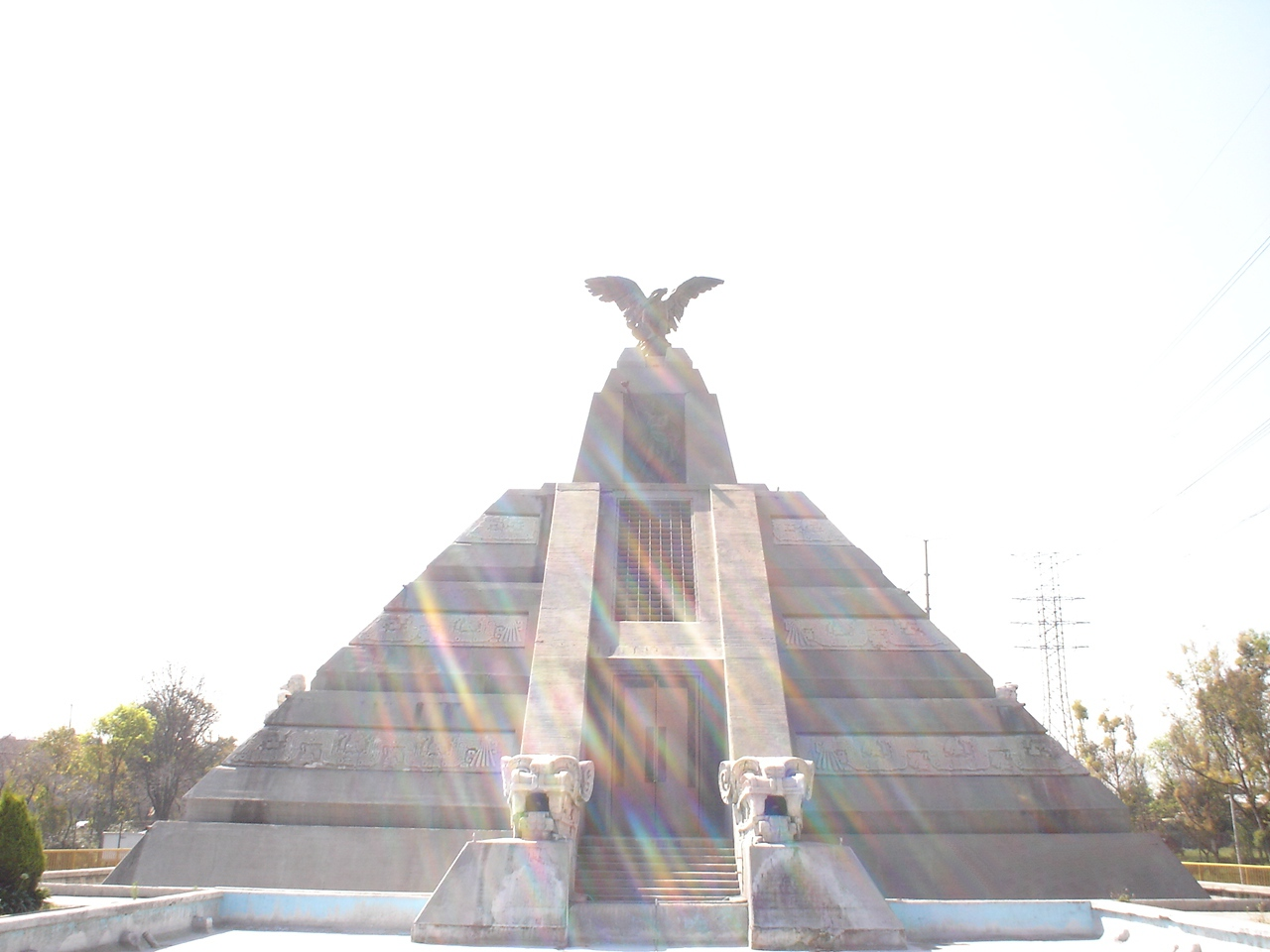
Vista frontal